# Paramordellaria
Paramordellaria is een geslacht van kevers uit de familie spartelkevers (Mordellidae).
Het geslacht is voor het eerst wetenschappelijk beschreven in 1968 door Ermisch.

## Soorten
Het geslacht omvat de volgende soort:
- Paramordellaria ivoirensis Ermisch, 1968